# Mezőcsát fazekassága
Mezőcsát fazekasságát egyedülálló formai és stílusbeli gazdagság jellemzi, jellegzetes motívumai a 18. század elején alakulhattak ki. A Közép-Tiszavidék stílusát meghatározó fazekasközpont, Mezőcsát leghíresebb edényei a miskakancsók és a butellák (vagy butykosok), a fazekasok megélhetését azonban a mindennapi használati tárgyak – tálak, tányérok, szilkék, köcsögök – biztosították.

## Kialakulása
A Közép-Tiszavidék fazekasságának kialakulásában a nagyobb városok, Debrecen, Miskolc és Gyöngyös fontos szerepet játszhattak, mivel ezekben a fazekasok céhes vagy manufakturális kereteken belül alkottak. A három nagy mezőváros közül Debrecent kell kiemelni: itt már a XVII. században önálló fazekascéh működött, de céhes keretek nélkül valószínűleg már a török hódoltság alatt is jelen volt a fazekasság. Mivel a fiatal fazekasok szívesen tanultak olyan városokban, ahol fazekascéh működött, és a mesterség nagy múltra tekinthetett vissza, Debrecen fazekassága minden bizonnyal nagy hatást gyakorolt a Közép-Tiszavidék művészetére. Bár a mezőcsáti fazekasmesterek nem alapítottak céhet, mégis az 1830-as években már fejlett, kiforrott helyi stílus jellemzi Mezőcsát fazekasságát, ami arra utal, hogy a stílus már a XVIII. század elején kezdett kibontakozni. Az így kialakult egységes stíluson belül elkülöníthetők az egyes fazekasok vagy fazekascsaládok stílusjegyei.

## Formai jellegzetességei
A mezőcsáti edények között leginkább tálakat, tányérokat és pálinkásbutellákat találunk, a legismertebb helyi edény mégis a miskakancsó elnevezésű boros kancsó. Mivel a miskakancsókat gyakran évszámmal látták el, kiderül, hogy bár az Alföldön több fazekasközpontban is készítettek ilyen edényt, a legrégebbiek Mezőcsátról származnak. A miskakancsók ember alakú, csákós emberfejben végződő hasas boroskancsók, jellegzetes motívumaik a domborműves kígyó és sujtássor. Elkészítésük nagy gyakorlatot és mesterségbeli tudást igényelt, hiszen karcolt, írókázott és plasztikus díszítés is található rajtuk.
A butellát vagy butykost pálinkásedénynek használták. Mezőcsáton főleg tojásdad alakú, oldalról keskeny formájú butellákat készítettek. Nem nagy számban, de készültek még ember és állat alakú butellák is. A mezőcsáti ember alakú butellák kifejezetten arányosak, művészi kivitelezésűek.
A tálak és tányérok változatosságát a perem és a tál- vagy tányérbelső viszonya adja: ez lehet széles vagy keskeny, befelé hajló vagy felálló, hullámos, fodrozott, hüvelykezett vagy csipkézett.
Ezeken a formákon kívül készítettek még olyan tárgyakat Mezőcsáton, amelyek nem tartoznak jellegzetesen ehhez a központhoz, de elkészítésük nagy ügyességről tanúskodik, ilyen például a hordókulacs és a csalikorsó.

## Az ornamentika jellegzetességei
Az egységes mezőcsáti stíluson belül több egyéni stílus is elkülöníthető a tárgyak díszítése alapján. A legjellemzőbb díszítmény a madár- és virágmotívumos kompozíció: a butellák nagy részét a csőrében virágot tartó madárral díszítették, ez a motívum egy-egy tálban is előfordul. Az első madaras-virágos butykos 1845-ből való, korábban jellemzőbbek a stilizált virágdíszítések. Bár a díszítőelemek lényegében megegyeznek, az egyes mesterek mindig egyénien alakítják a hagyományos formákat, díszítőelemeket és színeket. 
A miskakancsókat többnyire az egész felületen végigfutó indákkal és rozettákkal díszítik. Az arc megformálásánál fontos szerepet kap a plasztikus díszítés, csakúgy, mint a törzs díszítésénél, a mente sujtásainál, és a kígyó motívumánál.
A tányéroknál és tálaknál nincs olyan jellegzetes kompozíció vagy díszítőmotívum, mint butykosoknál vagy a miskakancsóknál. Kivételt képez ez alól az úgynevezett „lakodalmas tányér”, melyen a kés, villa és kanál motívuma látható. (A szokás szerint a lakodalomba mindenki vitt magával evőeszközt, és akinél mégsem volt, az kapott ilyen tányért.)
Mivel a mezőcsáti tálak és tányérok kompozíciója nagyon sokféle lehet, alapvetően a motívumok és a színek határozzák meg a stílust: az ornamentumok főleg növényiek, leggyakrabban hat- és többszirmú virágok, fürtös virágok, tulipánok és változatos alakú levelek. A díszítmények készülhetnek írókával festve, karcolva (sgraffiato-technikával) vagy plasztikus technikával.
Az edények alapszíne is igen sokféle lehetett: az uralkodó alapszín a fehér, mely pontosabban okkeres, halványsárgás árnyalatú. A miskakancsók és butykosok alapszíne szinte mindig ez a fehér szín, de a tálak és tányérok között a zöld és a sötétbarna alap is előfordul.

## A legismertebb mezőcsáti fazekasmesterek

### Rajczy Mihály(1817-1869)
A mesterséget édesapjától tanulta, szignált munkái igen magas művészi színvonalat és kiváló technikai tudást képviselnek. Ezek közül a legkorábbi, mely 1845-ből való, egy madaras-virágos hasábos butykos, melynek két oldalán madár van. Írásán és az évszámok karcolásán kívül jellemző rá az ágacskán álló, barna testű, piros szárnyú, galambszerű madár, csőrében virággal, amely mind butykosain, mind tálain előfordul. Miskái jellegzetes dísze az indás-rozettás motívum. Plasztikus díszei is rendkívül igényesek, szépen megformáltak. Kiemelkedően művészi munkái mind a kortárs, mind a későbbi fazekas generációkra hatással voltak.

### A Kovács család
Kovács Mihály fazekasmester két fia, Dániel és Bálint tőle tanulták a mesterséget, végig egy műhelyben dolgoztak, edényeik megkülönböztetéséhez a ritkán előforduló K. D. monogram nyújthat támpontot. A család tagjai eléggé egységes stílusban dolgoztak, hagyományaikat megőrizték. A Kovács család egyik jellemző stílusjegye a zöld szárnyú madár. Virágaik mindig szív alakú levélpárból indulnak ki, az inda két oldalát többszirmú virágokkal díszítették.

### Nemes Horváth Márton
Egyik miskakancsója azzal tűnik ki, hogy nem csak a készíttető, de a saját nevét is ráírta: „Anno 1847 Esztendőben Készült ez a Pintes Mező Csáth városába Tsináltatta NEMES ABONYI JÁNOS készítettem én Nemes HORVÁTH MÁRTON.” Az íráskarakter, a zöld szárnyú madarak, a szavak aláhúzása bizonyos rokonságot mutatnak a Kovács-családdal, bizonyosan ismerte az általuk készített tárgyakat.

## Összegzés
Mezőcsát fazekasságának döntő szerepe van a jellegzetes közép-tiszavidéki stílus kialakulásában. Fazekasaira nagy hatással volt a miskolci és debreceni kerámia, de ezek elemeit továbbfejlesztve alakították ki saját stílusukat, mellyel egyedülállóan magas színvonalú fazekasművészetet hoztak létre. Munkáik hatással voltak a környékbeli városok, mint például Tiszafüred fazekasságára is.